# Boxeuropameisterschaften 2013
Die 40. Herren-Boxeuropameisterschaften der Amateure wurden vom 30. Mai bis zum 9. Juni 2013 in der belarussischen Hauptstadt Minsk ausgetragen. Es nahmen 208 Sportler aus 37 Staaten teil.
Es wurden 40 Medaillen in zehn Gewichtsklassen vergeben.

## Ergebnisse
| Klasse                          | Gold                                | Silber                        | Bronze                                                      |
| Halbfliegengewicht (bis 49 kg)  | Dawid Airapetjan Russland           | Paddy Barnes Irland           | Jack Bateson England Salman Əlizadə Aserbaidschan           |
| Fliegengewicht (bis 52 kg)      | Andrew Selby Wales                  | Michael Conlan Irland         | Elvin Məmişzadə Aserbaidschan Owik Ogannisjan Russland      |
| Bantamgewicht (bis 56 kg)       | John Nevin Irland                   | Mykola Buzenko Ukraine        | Wladimir Nikitin Russland Aram Awagjan Armenien             |
| Leichtgewicht (bis 60 kg)       | Pawlo Ischtschenko Ukraine          | Wasgen Safarjanz Belarus      | Dmitri Poljanski Russland Miklós Varga Ungarn               |
| Halbweltergewicht (bis 64 kg)   | Armen Sakarjan Russland             | Dmitri Galagot Moldawien      | Abdelmalik Ladjali Frankreich Artem Harutiunian Deutschland |
| Weltergewicht (bis 69 kg)       | Alexander Besputin Russland         | Araik Marutjan Deutschland    | Bogdan Schelestjuk Ukraine Pawel Kastramin Belarus          |
| Mittelgewicht (bis 75 kg)       | Jason Quigley Irland                | Bogdan Juratoni Rumänien      | Jewhen Chytrow Ukraine Zoltán Harcsa Ungarn                 |
| Halbschwergewicht (bis 81 kg)   | Nikita Iwanow Russland              | Peter Müllenberg Niederlande  | Petru Ciobanu Moldawien Sjarhej Nowikau Belarus             |
| Schwergewicht (bis 91 kg)       | Alexei Jegorow Russland             | Teymur Məmmədov Aserbaidschan | Denys Pojazyka Ukraine Emir Ahmatović Deutschland           |
| Superschwergewicht (über 91 kg) | Məhəmmədrəsul Məcidov Aserbaidschan | Sergei Kusmin Russland        | Wiktar Sujeu Belarus Joseph Joyce England                   |

## Medaillenspiegel
| Rang | Land          | Gold | Silber | Bronze | Gesamt |
| ---- | ------------- | ---- | ------ | ------ | ------ |
| 1    | Russland      | 5    | 1      | 3      | 9      |
| 2    | Ukraine       | 2    | 2      | 0      | 4      |
| 3    | Irland        | 1    | 1      | 3      | 5      |
| 4    | Aserbaidschan | 1    | 1      | 2      | 4      |
| 5    | Wales         | 1    | 0      | 0      | 1      |
| 6    | Belarus       | 0    | 1      | 3      | 4      |
| 7    | Deutschland   | 0    | 1      | 2      | 3      |
| 8    | Moldau        | 0    | 1      | 1      | 2      |
| 9    | Niederlande   | 0    | 1      | 0      | 1      |
| 9    | Rumänien      | 0    | 1      | 0      | 1      |
| 11   | England       | 0    | 0      | 2      | 2      |
| 11   | Ungarn        | 0    | 0      | 2      | 2      |
| 13   | Armenien      | 0    | 0      | 1      | 1      |
| 13   | Frankreich    | 0    | 0      | 1      | 1      |
|      | Gesamt        | 10   | 10     | 20     | 40     |